# Burg Schwandorf

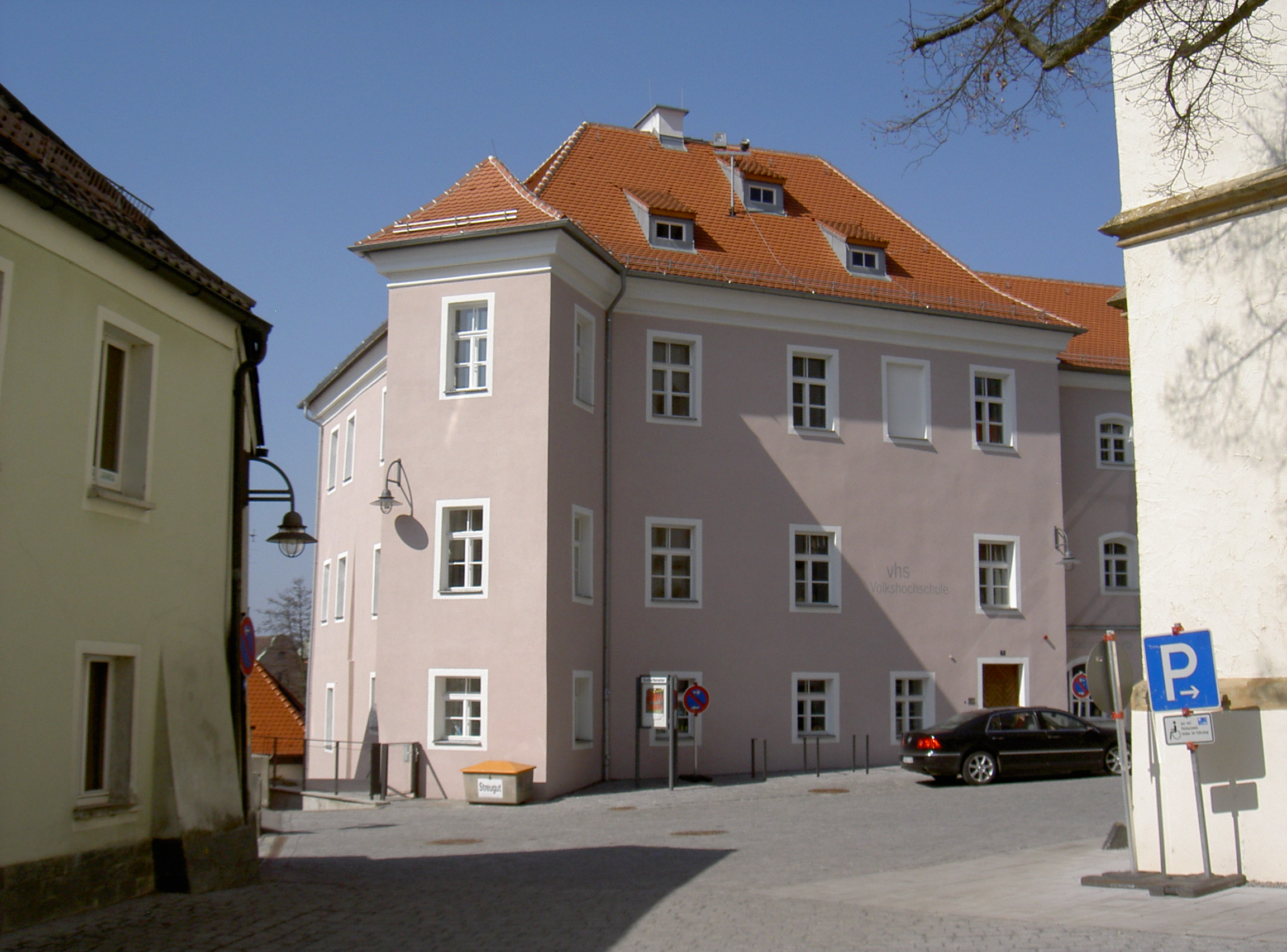
Pfleghof heute

Die abgegangene Burg Schwandorf war Sitz eines wittelsbachischen Pflegers für das Amt Schwandorf. Noch heute wird der denkmalgeschützte Nachfolgebau als Pfleghof bezeichnet (Kirchengasse 1). Die Anlage wird als Bodendenkmal unter der Aktennummer D-3-6638-0020 im Bayernatlas als „archäologische Befunde des Mittelalters und der frühen Neuzeit in der historischen Altstadt von Schwandorf“ geführt. Ebenso ist sie unter der Aktennummer D-3-76-161-11 als denkmalgeschütztes Baudenkmal von Schwandorf verzeichnet.

## Geschichte
Die Gegend um Schwandorf kam aus dem Erbe der Herren von Pettendorf und Lengenfeld über die Heirat der Erbtochter Helika an die Grafen von Scheyern, die späteren Wittelsbacher. Allerdings hatte das Regensburger Kloster Sankt Emmeram in Suainicondorf (wie die damalige Bezeichnung von Schwandorf lautete) großen Besitz, auch das Kloster Obermünster war hier begütert. 1221 wurde der wittelsbachische Herzog durch den Regensburger Bischof Konrad IV. von Frontenhausen mit der Vogtei über diese Besitzungen betraut, so dass daraus der Erwerbstitel über Schwandorf entstand. Das Schloss in Schwandorf wird 1410 erstmals (und 1411, 1412 und 1417 nochmals) erwähnt, als die Herzöge Erst und Wilhelm Gelder für den Bau von Schlössern in Sulzbach, Rosenberg, Poppberg und Schwainickendorf anweisen. 1451 kommt das Schloss in einer Urkunde des Markgrafen Albrecht von Brandenburg vor. Zu dieser Zeit wurde Schwandorf Sitz eines Amtes, wobei der Pfleger in der Burg residierte.
Die Wittelsbacher teilten ihren Herrschaftsbesitz in sogenannte Ämter ein, denen anfangs ein Präpositus und später ein Pfleger vorstand. Um 1130/40 bekleidete das Amt eines Prepositus Palatini Comitis in der Schwandorfer Gegend ein Hagano de Withartesdorf (heute Wackersdorf). Nach dem Urbar von 1231/34 umfasste das Schwandorfer Amt zehn Orte, die alle Geldabgaben zu leisten hatten. Das Amt blieb bis 1803 bestehen, 1799 wurde es bei der Umwandlung aller Pflegämter zu einem Landgericht und der Amtsvorsteher führte die Bezeichnung Landrichter. Am 12. September 1803 wurde es dem Landgericht Burglengenfeld eingegliedert und hörte als eigenständige Verwaltungseinheit zu bestehen auf.
Der Schwandorfer Pfleger war in der Regel zugleich Richter, Kastner sowie Fischmeister auf dem Nordgau für die umfangreichen Teichbesitzungen. Bisweilen wurden die Pfleger von Ungeltern, Zöllnern oder Pflegsverwaltern unterstützt. Die Liste der Pfleger ist ab 1306 bekannt und beginnt mit dem Richter Levtwein. Unter den Pflegern sind bedeutende Oberpfälzer Geschlechter vertreten, so die Paulsdorfer, die  Fronberger, die Zenger und die Teufel von Pirkensee (ein Wappen der Teufel mit der Jahreszahl 1606 wurde im 20. Jahrhundert hierher versetzt). 1662 wurde Heinrich von Quentel zum Pfleger ernannt; diese Familie blieb bis 1799 Erb- und Hauptpfleger von Schwandorf. Nach dem Tod des letzten Quentels wurde das Amt von Johann Sebastian von Reisch als Pflegamtsverweser für die minderjährigen Erben und danach am 21. Februar 1799 als Pflegamtskommissar weitergeführt. Der letzte Pflegamtskommissar, Benno Weber, wurde unter der Bedingung angestellt, dass er die Witwe seines Vorgängers heiratete. Mit August Benno Weber (1799–1803) endet die Liste der Schwandorfer Landrichter.
Während des Landshuter Erbfolgekrieges stand Schwandorf auf Seiten von Herzog Albrecht IV. Schwandorf wurde von den Anhängern des Kurfürsten von der Pfalz, Philipp dem Aufrichtigen, bereits am 5. Juni 1504 belagert, konnte sich damals aber ohne Unterstützung erfolgreich verteidigen. Unter dem Kommando des Pfälzer Viztums von Amberg, Ludwig von Eyb, wurde es ab dem 10. August 1504 von böhmischen Söldnern belagert. Der Schwandorfer Pfleger Marin von Sparneck war nach Nürnberg geeilt und hatte Unterstützung erbeten; Nürnberg hielt den Pfleger aber hin, ohne zu helfen. Obwohl sich die heillos unterlegene Stadt Schwandorf (in Schwandorf war eine militärische Besatzung von 80 Mann, auf Seiten des von Eyb standen 6000 Soldaten) am 12. August 1504 ergab und 3000 fl Brandschatzung bezahlte, wurde sie in Brand gesteckt und geplündert. Dabei ging auch die Burg Schwandorf in Flammen auf. Nach dem sogenannten Ennser Rezess bzw. dem Kölner Spruch von 1505 wurde die Stadt von dem Herzogtum Bayern-München abgetrennt und der neugegründeten Jungen Pfalz zugeschlagen.
1508 errichtete man auf den Ruinen der Burganlage die Burg Schwandorf, die 1410 als Schloss bezeichnet wurde (s. o.), ein neues Pfleghaus. Auf dem Augsburger Reichstag vom 23. August 1508 wurde Schwandorf durch Kaiser Maximilian I. endgültig dem neu geschaffenen Fürstentum Pfalz-Neuburg zugeschlagen. Weitere Zerstörungen erlitt Schwandorf 1634 durch schwedische Reiter während des Dreißigjährigen Krieges. In diesem Jahr haben Prinz Gonzaga und Obrist Strozi auf dem Schloss (in acre).

## Pfleghaus heute
1857 kam das Gebäude in den Besitz der Stadt und diente danach verschiedenen Zwecken, darunter als Schulhaus (anfangs nur Knabenschule, ab 1858 Knaben- und Mädchenschule, auch Lehrerwohnung) und von 1922 bis 2003 als Rathaus. Zwischen 1937 und 1942 fand ein großer Umbau des Pfleghofes statt, um diesen als Rathaus nutzen zu können. Nach einer erneuten Sanierung konnte das Gebäude am 28. September 2012 seiner neuen Bestimmung als Sitz der Volkshochschule Schwandorf und der Touristeninformationsstelle übergeben werden.
Das heutige Pfleghaus ist ein dreigeschossiger Walmdachbau mit einem stehenden Erker und Schleppgauben.